# 龍少年

《龍少年》2016年3月號，實體雜誌最終期。

《龍少年漫畫月刊》是台灣的少年漫畫雜誌。東立出版社發行，每月5日出刊。
《龍少年》於1992年7月首次創刊，1998年因銷售不佳停刊，2003年復刊發行至今。復刊連載作品為林欣穎《搶錢女神》、張博棋《網戀》、盧向逵《籃球小將八吉圖馬》、張永仁《神乎奇機》、林明峰《洪蝠齊天》及東立少年短篇漫畫賞得獎作品等。
《龍少年》特色為連載陣容全以台灣漫畫家為主，是近年來台灣漫畫家的重要發表管道。為了徵求能在《龍少年》連載的新人漫畫家，東立出版社舉辦東立漫畫新人獎（後改名為東立短篇漫畫賞），得獎作品刊載於《龍少年》，得獎者常藉此機會於該雜誌上正式連載作品。

## 發行歷程
- 1992年7月 - 創刊（定價新台幣60元，每月15日出版，240頁。）
- 199?年 - 一度轉型為半月刊發行，後恢復成月刊。
- 1998年 - 休刊。
- 2003年10月 - 東立出版社獲得行政院新聞局「挑戰2008國家發展重點計畫」漫畫產業補助款[2]，而復刊（定價新台幣70元，每月5日發行，228頁。）
- 2010年7月 - 轉型雙月刊。
- 2013年3月 - 回復為月刊型態。
- 2016年3月 - 實體月刊出版結束，同年4月起改為電子版雜誌[3]。

## 東立少年短篇漫畫賞
2003年，隨著《龍少年》復刊，東立出版社開始舉行「東立少年短篇漫畫賞」，用以培養台灣本土漫畫創作人才，而入選的作品也會刊登在《龍少年》雜誌上，成為新手漫畫家出道的一個管道。第一屆截稿於2003年10月31日，2004年起將原本一年一次的「東立少年短篇漫畫賞」改為四個月到半年一次。
另外，「東立少女短篇漫畫賞」亦於2006年開辦，第一屆於2006年3月31日截稿，入選者與作品公佈於《星少女》雜誌上。

### 經東立短篇漫畫賞出道漫畫家
第1屆
- 米奧，作品：〈Fly Away〉

第5屆
- 章世炘，作品：〈謬思狂想曲〉（以T.K.名義參賽）

第6屆
- 楊承達，作品：〈天籟之音〉

第7屆
- 洪育府，作品：〈LOVE集集如律令〉

## 未完結連載作品
共12篇
- 福禍少年（岳印）
- 勇者（略）（BIGUN）
- 前略。我與貓和天使同居。（原作：緋月薙；漫畫：洪育府；角色原案：明星かがよ）
- 零度領域（D2）
- 女王桃樂絲 (雅紳)
- 配角X³（宇文風）
- P工學生會（人桀）
- 簡單·環島（張博棋)
- 人娃契（原作：御我漫畫：蔡鴻忠）
- 火人FEUERWHER(羊寧欣)
- SINNSER罪魂使(鮭魚仔＆小鯊龍)

## 已完結連載作品
- 1/2王子（原作：御我、漫畫：蔡鴻忠）2006年8月號開始連載
- 血黑犬（小鯊龍＆鮭魚仔） 2007年5月號開始連載
- 無上西天（葉明軒）2008年1月號開始連載
- 極樂八仙（原為：洪育府&洪培恩－目前僅為洪育府）2009年2月號開始連載
- 死神少女 (有馬拓也) 2010年9月號開始連載
- BABY.（常勝）- 2008年5月號開始連載
- 黑色狂想曲（T.K章世炘）- 2011年7月號開始連載

### 新龍少（2003年創刊）
- 棋神（楊國宗）
- X GIRL極限任務（常勝）
- 神鬼武差（紅色蘇打）
- 封魔藏（張永仁）2007年
- 神器王（張永仁）
- 神乎奇機（張永仁）
- 搶錢女神（林欣穎）
- 網戀（張博棋）
- 籃球小將八吉圖馬（盧向逵）
- 洪蝠齊天（林明峰）
- 檳榔特攻隊（小鯊龍＆鮭魚仔）
- 魔女琪琪（蔡鴻忠）2004年6月號
- 俠盜洛迪（楊承達）
- 俗辣王（大邱）
- 俗辣闖江湖（大邱）
- 哈啦歪傳（吳毓琦）
- 獵夢學園（洪育府、洪培恩）
- 烈炎真言（T.K章世炘）2007年3月號至2009年4月號
- 秦時明月（孫家裕）2008年10月號至2009年6月號（之後將以單行本出版，不再連載）
- 幻鏡少女ALICE（蕭乃中）2009年1月號至2009年10月號
- 厄運偵探（黃俊維）2009年1月號至2009年7月號
- 比爾蓋子（賴有賢）2009年7月號開始連載
- 魔法絕緣體（楊承達）2009年8月號至2010年11月號（之後將以單行本出版，不再連載）
- 創帝紀（孫威軍）2010年1月號至2010年11月號（之後將以單行本出版，不再連載）
- BABY（常勝）2011年11月號完結
- 死神少女（有馬拓也） 2010年9月號開始連載至2011年11月號完結
- 泰美斯之戰(烏鴉小翼)
- 地獄藥舖(陳漢明)2014年12月號開始連載至2015年12月號完結

### 舊龍少（1992年創刊）
- 深邃美麗的亞細亞（鄭問）
- 狐耳摩斯（張競、單域）
- 無賴阿將（張競、李鴻欽）
- 楚流香傳奇（黃民成）
- 狗臉的歲月（李鴻欽）
- 超能一族（大邱）
- 魅影殺機（任正華）
- 我是大廚師（黃聰毅）
- 殺手天使心（蘇彥彰）
- 菜鳥憲兵（蘇彥彰）
- 真命天子（賴有賢）
- 帥哥警察（鄭又菁）
- 校園封神榜（練任）
- 小姐陛下（莊河源）
- 酷哥猛哥（莊河源）
- 根號一七九（朱鴻琦）
- 夢行者（朱鴻琦）
- 聊齋誌異 - 牡丹燈籠、再生緣（謝靜鋒  筆名 : 劍鋒）

## 腳注
1. ↑  .   [2008-10-01]. （原始内容存档于2016-03-05）.
2. ↑   第五度獲得補助的東立出版社《龍少年漫畫月刊》 的存檔，存档日期2008-05-07.
3. ↑  漫畫月刊「龍少年」、「星少女」將全面電子化 （页面存档备份，存于） 東森遊戲雲 2016年3月6日

## 外部連結
- 東立電子書城 （页面存档备份，存于）